# NGC 1664
NGC 1664 es un cúmulo abierto en la constelación de Auriga
situado en el límite con Pegaso. Se localiza unos dos grados al oeste de Almaaz (ε Aurigae). Las estrellas más prominentes del cúmulo forman un contorno con forma de diamante con una estela de estrellas que sale desde uno de los ángulos. Su forma se ha relacionado con una cometa volando, un globo con forma de corazón o un trébol de cuatro hojas. Se resuelve con claridad al utilizar un telescopio de 6 cm como mínimo. Se estima que se halla a unos 3.900 años luz de la Tierra.
Fue descubierto por el astrónomo William Herschel en 1786.